# Friedrich Wilhelm von Rochow

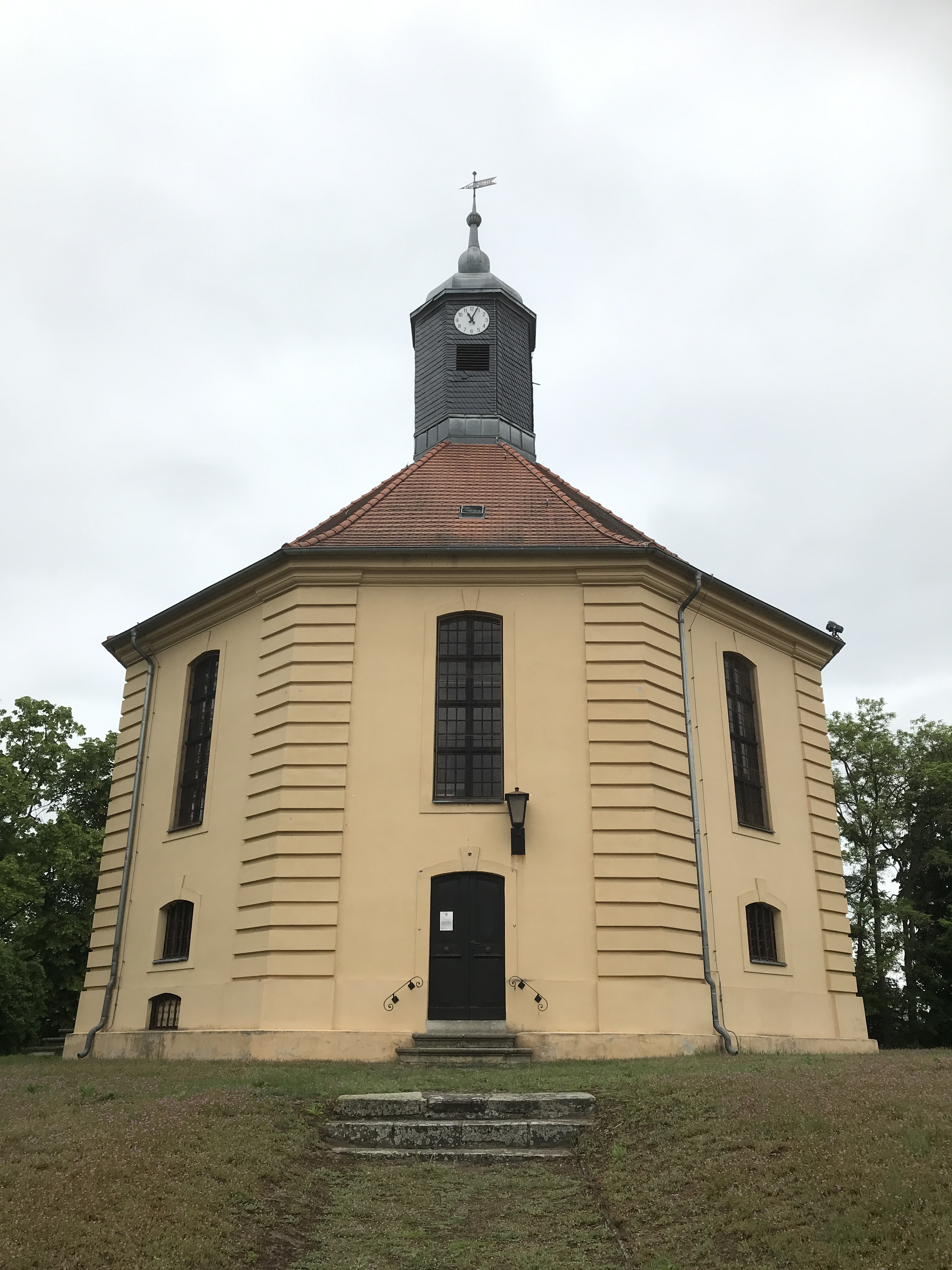
Dorfkirche Golzow mit der Gruft derer von Rochows

Friedrich Wilhelm von Rochow (* 11. August 1689 in Reckahn; † 22. Dezember 1759 in Golzow), Erbherr auf Golzow, war ein preußischer Generalleutnant. Rochow genoss sowohl das Vertrauen König Friedrich Wilhelms I. als auch des Kronprinzen und späteren Königs Friedrich II.

## Leben
Seine Eltern waren Konrad Moritz von Rochow (1645–1693), Erbherr auf Rochow und Golzow, Domherr zu Brandenburg, und Ursula Sophia von Rochow aus dem Haus Reckahn. Nach dem Besuch der Ritterakademie zu Brandenburg, als erster seines Familiengeschlechts, trat Rochow 1707 als Junker in das Kürassier-Regiment Canstein zu Pferde ein. In den Jahren 1707–1713 nahm er am Spanischen Erbfolgekrieg in Norditalien teil, wobei er ab 1708 im Dienst Savoyens stand.
Nach Preußen zurückgekehrt, wurde Rochow am 21. Februar 1719 als Rittmeister wieder in sein Regiment, nun Katte zu Pferde, eingestellt. Am 18. Juli 1721 beförderte ihn König Friedrich Wilhelm I., der ihn schätzte, zum Major. Als sich 1729 der Konflikt mit seinem Sohn, dem Kronprinzen Friedrich zuspitzte, setzte der König Rochow zum Begleiter des Kronprinzen ein. In die Ereignisse des Krisenjahres 1730 war Rochow insofern verwickelt, als er stets das Schlimmste verhindern wollte. Der hingerichtete Hans Hermann von Katte, ein Sohn seines Regimentskommandeurs Hans Heinrich von Katte, war als Bruder seiner Ehefrau Sophie Henriette sein Schwager. Durch sein Verhalten hatte Rochow weder das Vertrauen des Königs noch das des Kronprinzen verloren. Friedrich Wilhelm beförderte ihn am 3. Oktober 1730 zum Oberstleutnant mit einem auf den 25. Juni 1728 rückdatierten Patent. Im Oktober 1731 versetzte er ihn in das Kürassier-Regiment Bayreuth seines Schwiegersohns, des als schwierig geltenden Markgrafen Friedrich III. von Bayreuth. Im August 1732 übertrug er ihm das Kommando über das Regiment und beförderte ihn am 15. Juli 1737 zum Oberst.
Nach dem Regierungsantritt Friedrichs II. im Jahr 1740 führte Rochow das Regiment während des Ersten Schlesischen Krieges in der Schlacht bei Chotusitz und so erfolgreich, dass Friedrich ihn noch auf dem Schlachtfeld zum Chef des vakanten Kürassier-Regiments von Waldow ernannte. Am 22. April 1743 beförderte er ihn zum Generalmajor. Auch in der Schlacht bei Hohenfriedberg am 4. Juni 1745 konnte Rochow sich auszeichnen und erhielt am 19. Juli 1745 die Beförderung zum Generalleutnant. Am 30. September 1745 trug er viel zum Sieg von Soor bei; er nahm das Infanterie-Regiment Damnitz und ein Bataillon Kolowrat-Dragoner gefangen.
Im November ritt er mit den Truppen des Königs in die Oberlausitz und besiegte die sächsischen Truppen bei Katholisch-Hennersdorf. Am Ende des Jahres kämpfte er in der Schlacht bei Kesselsdorf. Im Januar 1746 erhielt er für Hohenfriedberg den Schwarzen Adlerorden sowie im April 1746 eine Domherrenstelle in Halberstadt. Bei Beginn des Siebenjährigen Krieges befreite Friedrich den bereits schwer von Podagra-Anfällen Geplagten von der Teilnahme am Feldzug. Während Oberst Friedrich Wilhelm von Seydlitz das Kommando über sein Regiment übernahm, zog sich Rochow auf sein Erbgut Golzow zurück. Am 8. Oktober 1757 verabschiedete ihn Friedrich mit Pension. Ab 1756 amtierte von Rochow als Stadtkommandant von Berlin. Rochow starb am 22. Dezember 1759 in Golzow. Seine Gruft befindet sich in der Dorfkirche Golzow, die auf einem künstlich aufgeschütteten Hügel errichtet wurde.

## Familie
Er war mit Henriette Sophie von Katte (* 5. Oktober 1706; † 11. Dezember 1759) verheiratet,
sie war eine Tochter des Generalfeldmarschalls Hans Heinrich von Katte. Das Paar hatte folgende Kinder:
- Tochter (1729–1734)
- Wilhelmine Louise (* 31. Dezember 1731; † 30. Dezember 1799) ⚭ Friedrich Wilhelm von Bredow (* 24. Oktober 1723; † 19. November 1805) Rittmeister, Herr auf Wölsickendorf und Senske
- Charlotte Henriette (* 19. Mai 1733)
- Hans (* 27. September 1734), Militär
- Tochter (1737–1738)
- Carl (1739–1756)
- Carl Friedrich Wilhelm (* 2. Januar 1740; † 11. März 1764) ⚭ 1761 Johanne Friederike Ernestine von Langenau (* 11. Januar 1744; † 7. Januar 1783) (heiratete in 2. Ehe Oberst Philipp Friedrich von Luck und Witten (1739–1803))
- Albertine Dorothea Johanna  ⚭ Hans Christoph von Schierstedt, Herr auf Mahlenzien
- Wilhelmine Elisabeth
- Caroline Charlotte ⚭ Moritz Johann Friedrich von Ribbeck